# David Cronenberg
David Paul Cronenberg (Toronto, 15 maart 1943) is een Canadees filmregisseur die gespecialiseerd is in het maken van horrorfilms en psychologische thrillers. Veel van deze films bevatten ook futuristische en maatschappijkritische elementen.
Cronenberg schrijft, regisseert en produceert zijn meeste films in eigen beheer voor een laag budget. Hierdoor kent hij volledige artistieke vrijheid en is hij onafhankelijk van grote studio's. Cronenberg heeft een zeer herkenbare stijl en hij wordt daarom gezien als filmauteur. Hoewel zijn films nooit heel erg succesvol zijn geweest, heeft hij een enorme fanbase en een cultreputatie weten op te bouwen.
Zijn succesvolste films zijn Videodrome, The Fly, Dead Ringers, Crash, A History of Violence en Eastern Promises.
In 2018 werd aan hem de Gouden Leeuw oeuvre prijs toegekend.
Hij speelt een rol in de 5de aflevering van het 3de seizoen in Star Trek Discovery. Zijn kenmerkende bril is hierin ook aanwezig.

## Stijlkenmerken
Hij is beroemd geworden door zijn films, waarin hij psychische en lichamelijke aftakeling combineert. Terwijl de personages steeds excentrieker, angstiger, en meer psychotisch worden, veranderen hun lichamen met die gevoelens mee. Dit uit zich in verwondingen, mutaties, infecties en transformaties.
Een terugkerend onderwerp is de onschuldige persoon die per toeval betrokken raakt bij een experiment en gaandeweg daar slachtoffer van wordt. De thema's die Cronenberg verkent zijn paranoia, samenzweringen, hallucinaties, massamedia en medische en wetenschappelijke experimenten.
Ook wat uiterlijk betreft zijn Cronenbergs films sterk overeenkomstig: veel films spelen zich af in een anonieme betonnen stad en zijn opvallend sober en minimalistisch vormgegeven. De enscenering is eenvoudig en het vrij statische camerawerk heeft als enig doel om de handelingen te registreren.
Cronenbergs films veroorzaken veel opschudding vanwege de smerige en gewelddadige speciale effecten en zijn voorliefde voor fetisjistische seksuele activiteiten. De trucages en make-up-effecten in zijn films worden beschouwd als baanbrekend.
Wie zijn films op volgorde zet, ziet dat er een bepaalde ontwikkeling gaande is. In zijn eerste films, in de jaren 70, betrof de lichamelijke en psychische aftakeling een gehele bevolkingsgroep. Vanaf de jaren 80 betroffen de gruwelijkheden een enkel individu. In zijn films vanaf de jaren 90 is de lichamelijke aftakeling achterwege gelaten en gaat het alleen nog om psychische ontwikkelingen.
In het nieuwe millennium is hij met films als A History of Violence en Eastern Promises een compleet nieuwe weg ingeslagen. In deze misdaadfilms verkent hij het thema geweld.

## Biografie
David Paul Cronenberg werd in 1943 geboren. Als kind wilde de jonge David schrijver worden en al vanaf zijn 12e schreef hij korte verhalen voor de schoolkrant. Daarnaast speelde hij op een hoog niveau Spaanse gitaar.
Toch besloot David op aanraden van zijn ouders natuurkunde te studeren. De studie beviel hem niet, en na twee jaar stapte hij over naar een literatuurstudie.
In het laatste jaar van zijn studie bezocht hij een filmfestival en hij was meteen verkocht. Vanaf dat moment wilde hij alleen nog films maken.
Cronenbergs carrière kwam enigszins moeizaam op gang. Eerst maakte hij twee korte sketches met studenten van de toneelacademie. Beide sketches speelden zich volledig af op één locatie en waren persiflages op wetenschappelijke theorieën. Hierna maakte Cronenberg twee korte sciencefictionfilms gebaseerd op zijn eigen korte verhalen. Deze films waren geen succes.
Cronenberg gaf zijn regisseurscarrière alweer op en begon te werken als literatuurcriticus voor een krant. In 1974 kwam hij in contact met filmproducent Ivan Reitman. De twee raakten bevriend en besloten samen een film te gaan maken. Cronenberg bedacht een verhaal over parasieten die zich nestelen in menselijke lichamen en deze lichamen vervolgens besturen. Om het budget te beperken werd de film volledig in één gebouw opgenomen. Producent Reitman had een sluw plan bedacht om de film te financieren: met een ander scenario, over de geschiedenis van de Canadese maatschappij, stapte hij naar het filmfonds om subsidie los te peuteren. De Canadese regering gaf een flinke pot subsidie mee, niet wetende dat ze een gewelddadige, bloederige horrorfilm gefinancierd had.
Toen de film, getiteld Shivers, uitkwam, werd deze meteen een enorm succes. De Canadese regering wilde Cronenberg en Reitman een proces aandoen, maar zag daarvan af toen de subsidie, uit de opbrengsten, werd terugbetaald. Het bizarre en absurde Shivers werd een cultklassieker en zette Cronenberg meteen op de kaart als de held van de horrorcinema.
In de daaropvolgende jaren maakte Cronenberg samen met Reitman Rabid (1977) en The Brood (1979) beide succesvolle lowbudgetfilms die bij horrorfans wereldwijd in de smaak vielen. De samenwerking tussen Reitman en Cronenberg liep ten einde toen Reitman ervoor koos om naar Hollywood te vertrekken en commercieel te gaan.
Nu Cronenberg er alleen voor stond was hij bang dat hij te veel als horrorregisseur getypecast zou worden. Daarom maakte hij, in 1979, de motorracefilm Fast Company voor de Canadese televisie. Deze film was geen succes.
Hij besloot nu al zijn films zelf te produceren en hij begon te werken aan Scanners, zijn eerste volledig zelfstandige film. Ook deze film werd een cultklassieker.
Cronenberg was al jarenlang een held bij de horrorfans maar de critici wilden hem nog niet echt serieus nemen. Videodrome, een originele en bizarre horrorfilm vol maatschappelijke en psychologische toespelingen, werd een absolute klassieker. De film was bij zijn uitbreng niet eens zo'n heel groot succes maar won wel diverse prijzen op filmfestivals. Via diverse televisie-uitzendingen en videoverhuur werd de film een ware cultsensatie met fans over de hele wereld. Videodrome wordt algemeen beschouwd als de film die het meest representatief is voor zijn regiestijl.
Het succes van Videodrome zorgde ervoor dat hij twee films kon maken met grote budgetten. De eerste film was The Death Zone, een verfilming van Stephen King met Christopher Walken in de hoofdrol, en de tweede was The Fly, een remake van de gelijknamige horrorklassieker uit de jaren 50. Voor de laatste film gebruikte Cronenberg peperdure speciale effecten waarbij het lichaam van Jeff Goldblum langzaam in een vlieg verandert. De grensverleggend realistische en onsmakelijke effecten werden door veel mensen als vulgair beschouwd en de film viel in veel landen ten prooi aan censuur. Desondanks werd The Fly, een gruwelsprookje over de onmogelijke liefde tussen een mens en vlieg, het grootste succes dat Cronenberg ooit gehad heeft.
Met The Fly had Cronenberg zijn persoonlijke hoogtepunt op het gebied van special effects bereikt en hij ging op zoek naar nieuwe uitdagingen: in 1988 probeerde hij, in Dead Ringers, de psychische aftakeling door middel van kleur duidelijk te maken. In deze film over tweelingbroers die met elkaar verbonden raken liet hij de kleurcontrasten, naarmate de film vordert, steeds heviger worden.
In 1990 verraste hij vriend en vijand door met een compleet atypische film te komen. Met Madame Butterfly verfilmde hij een opera, iets wat haaks stond op alles wat hij voorheen had gedaan. Cronenberg werd intussen steeds meer gewaardeerd als filmkunstenaar en in datzelfde jaar mocht hij deelnemen aan de jury van Cannes, een bijzondere ontwikkeling aangezien hij vijftien jaar eerder nog gezien werd als B-filmregisseur.
Al deze erkenning gaf hem de moed om in 1993 te beginnen aan een bijna onmogelijke onderneming: een verfilming van de plotloze surrealistische roman Naked Lunch. Iedereen dacht dat het boek onverfilmbaar zou zijn, maar Cronenberg bewees het tegendeel door een succesvolle cultfilm af te leveren.

## Filmografie
- Transfer (1966) (kortfilm)
- From the Drain (1967) (kortfilm)
- Stereo (1969)
- Crimes of the Future (1970)
- Shivers (1975)
- Rabid (1977)
- Fast Company (1979)
- The Brood (1979)
- Scanners (1981)
- Videodrome (1982)
- The Dead Zone (1983)
- The Fly (1986)
- Dead Ringers (1988)
- Naked Lunch (1991)
- Nightbreed (1990, acteur)
- M. Butterfly (1993)
- Crash (1997)
- Last Night (1998, acteur)
- eXistenZ (1999)
- Camera (2000) (kortfilm)
- Jason X (2001, acteur)
- Spider (2002)
- Alias (2003)
- A History of Violence (2005)
- Eastern Promises (2007)
- A Dangerous Method (2011)
- Cosmopolis (2012)
- Maps to the Stars (2014)
- Crimes of the Future (2022)
- The Shrouds (2024)